# 西枇杷島町
西枇杷島町（にしびわじまちょう）は、かつて愛知県西春日井郡にあった町。
2005年（平成17年）7月7日、清洲町および新川町と合併して清須市となった。

## 地理

### 河川
- 庄内川
- 新川

## 歴史
室町時代には小田井城があった。江戸時代には名古屋城と清洲城を結ぶ街道に、江戸の神田や大阪の天満と並んで日本三大市場とされる「下小田井の市」（枇杷島市場）があった。近世には長らく問屋街として栄えた。
1959年（昭和34年）には鉄筋コンクリート造としては日本初の歩道橋である西枇杷島町横断歩道橋が竣工した。1978年（昭和53年）にはカレーハウスCoCo壱番屋の1号店が開店した。

### 沿革
- 1889年（明治22年）10月1日 - 町村制施行により西春日井郡下小田井村・小場塚新田村の区域をもって西枇杷島町が成立。
- 2000年（平成12年） - 東海豪雨で被災。
- 2002年（平成14年）4月17日～9月26日 - 西春日井郡7町による「西春日井郡7町合併問題研究会」が設置され、7町による合併を検討。7月10日、西枇杷島町で名古屋市(西区に編入されることを前提)との法定協議会設置を求めた住民発議、名古屋市が議会付議せず不成立。
- 2003年（平成15年）
  - 2月20日 - 豊山町が合併協議から離脱。
  - 12月31日 - 法定協議会「西春日井郡6町合併協議会」を解散。
- 2005年（平成17年）7月7日 - 西春日井郡清洲町・新川町と新設合併し清須市が発足。同日西枇杷島町廃止。

## 行政
- 町長：加藤静治

## 経済

### 企業
- 明電舎
- ナカモ
- 明治チューインガム
- 東海理化電機製作所 - かつては本社が位置した。

## 教育

### 中学校
- 西枇杷島町立西枇杷島中学校

### 小学校
- 西枇杷島町立西枇杷島小学校
- 西枇杷島町立古城小学校

## 交通

### 鉄道
- 東海旅客鉄道（JR東海）
  - 東海道本線：枇杷島駅
- 名古屋鉄道
  - 名古屋本線：西枇杷島駅 - 二ツ杁駅
  - 犬山線：下小田井駅
- JR東海交通事業
  - 城北線：枇杷島駅

### 道路
- 一般国道
  - 国道22号（名岐バイパス）
- 主要地方道
  - 愛知県道67号名古屋祖父江線（岐阜街道、鮎鮨街道）
- 一般県道
  - 愛知県道126号給父西枇杷島線（美濃街道）
  - 愛知県道141号枇杷島停車場線
  - 愛知県道162号松河戸西枇杷島線

## 文化

### 祭礼
- 西枇杷島まつり - 200年近い歴史があり、5台の山車が昔の美濃路を行き来する。6月第1週目の土曜と日曜に開催。土曜の夜には庄内川の河川敷で3000発の花火が打ち上げられる。

### 映画館
- 西枇劇場 - 映画館[1]。現存しない。

### スポーツ
- 東海理化硬式野球部 - 社会人野球の企業チーム。1980年（昭和55年）には音羽工場のある宝飯郡音羽町（現・豊川市）に本拠地を移転。

## 著名な出身者
- 若前田英一朗（1950年代〜1960年代の大相撲力士）
- 堀江しのぶ（タレント・女優）